# Замок Біденеґґ (Тіроль)
Замок Біденеґґ (нім. Bidenegg, Biedenegg, Bideneck, Biedeneck) розташований біля громади Фліс округу Ландек землі Тіроль Австрія.

## Історія
Замок вперше згадано 1339 року. Він був більш доступним від інших замків через доступність пагорбу, на якому його звели. Замок доволі часто переходив з рук до рук.  Після перебудови XVI ст. він дійшов до наших днів без значних перебудов. 1693 року його купив Ісак Андре фон Пах (нім. Isac Andre Benedikt von Pach). Рід Пах у XVIII ст. володів неподалік замком Бернек, а замком Біденеґґ до 1994 року. Замок перебуває у приватній власності підприємця Ганса Пьоля (нім. Hans Pöll), який почав його відновлення. Донжон вінчають мерлони висотою 1,5 м. Замок закритий для відвідувань.